# 乌颜·旺楚克
乌颜·旺楚克爵士，GCIE，KCIE（宗喀語：ཨོ་རྒྱན་དབང་ཕྱུག་，威利：o rgyan dbang phyug，THL：Ugyen Wangchuck；1862年6月11日—1926年8月26日），不丹建立者，第一任不丹國王，按照藏语应该翻译为贡萨乌金旺秋。1907年乌颜·旺楚克作为不丹的地方实权领导人（宗本）之一，得到当时英属印度政府的帮助，消灭了境内的敌对势力，将不丹从原先混乱的藏传佛教双重政治制度（竹第悉与基堪布共治）过渡到世袭制的不丹王国（即目前旺楚克王朝）。

## 儿子
長子吉格梅·旺楚克。

## 榮譽
- 英属印度
  -  爵级大司令級印度帝国勋章（1905年1月2日授予）
  -  德里杜尔巴獎章（英语：Delhi Durbar Medal (1911)）（1911年12月12日授予）
  -  爵级大司令級印度之星勛章（英语：Order of the Star of India）（1911年12月12日授予）
  -  爵级大司令級印度帝国勋章（1921年1月1日授予）